# Гасанов, Имамйар Фикрет оглы
Имамйар Фикрет оглы Гасанов (азерб. İmamyar Fikrət oğlu Həsənov) — азербайджанский музыкант, играющий на кяманче.

## Биография
Имамйар Гасанов родился в семье музыканта в посёлке Мардакян.

### Образование
Имамйар Гасанов учился в средней школе № 123 на имя Гаджи Зейналабдина Тагиева в поселке Мардакян, от первого до восьмого класса . Он также продолжил свое образование в музыкальной школе № 17 в Мардакяне, а затем в 1990 году в музыкальном колледже имени Асафа Зейналлы. Известные мастера кеманчи, такие как Муталим Новрузов и Ариф Асадуллаев были его учителями . В 1995 год-2000 годах учился в Бакинской музыкальной академии имени Узеира Гаджибейли в классе Ага Джабраила Абасалиева.
После окончания Бакинской музыкальной академии в 2000 году Гасанов переехал в США. В настоящее время он живёт в Сан-Франциско.

### Деятельность
С 2012 года Имамйар Гасанов продолжает свою карьеру в качестве Мирового музыкального директора на Всемирном музыкальном фестивале в Сан-Франциско. В 2013 году Фестиваль начался с проекта «World Classes». Цель этого проекта — пригласить национальных музыкальных исполнителей мира в американские вузы и преподавать студентам национальную музыку. Он преподает азербайджанскую музыку в пяти средних школах в Сан-Франциско.
В дополнение к Соединенным Штатам Имамйар Гасанов распространяет азербайджанские народные песни во многих странах, в том числе в Турции, Греции, Иране и Израиле.

## Альбомы
У Имамйара Гасанова есть несколько записей с народным артистом Азербайджана Чингизом Садыговым. В сентябре этого года вместе с альбомом «My Endless Love» был опубликован, в 2006 году «Undiscovered Treasure Kamancha of Azerbaijan», в 2008 году «Hayran» и «Shams» в 2011 году «Sound of My Soul» и «Passage to Dawn», в 2017 «Then», в 2018 году «Bozlak/Segah/Chargah».

## Награды
- Медаль «Прогресс» (21 апреля 2022 года, Азербайджан) — за заслуги в укреплении дружбы между народами и развитии азербайджанской диаспоры[6].